# Zgrzewanie tarciowe z przemieszaniem
Zgrzewanie tarciowe z przemieszaniem (FSW – Friction Stir Welding) – jest jedną z metod zgrzewania tarciowego, w sposobie tym występuje pełna penetracja w stanie stałym. Metoda ta może być używana do spajania materiałów metalowych – obecnie głównie aluminium – bez osiągania punktu topnienia.

## Opis procesu

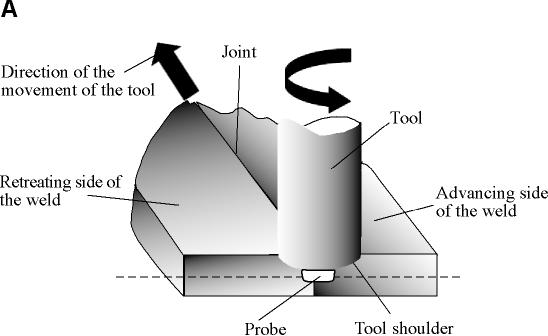
Widok dwóch płaskich elementów i narzędzia trącego przygotowanych do wykonania złącza

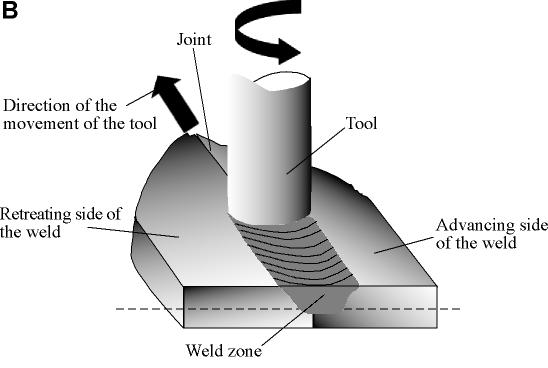
Postęp wykonywania złącza

Zgrzewanie tarciowe z przemieszaniem (FSW) zostało wynalezione, opatentowane w 1991 r. i przygotowane do zastosowań przemysłowych przez The Welding Institute w Cambridge (Wielka Brytania). W metodzie tej cylindryczne narzędzie z wyprowadzonym trzpieniem i zaopatrzone w kołnierz jest wprowadzane w ruch obrotowy i powoli zagłębiane w obszar złącza między dwoma ustawionymi czołowo elementami. Elementy te muszą być zamocowane do podpierającej płyty, tak aby nie mogły się rozsunąć. Wskutek tarcia narzędzia o powierzchnie złącza wytwarzane jest ciepło, w wyniku którego miękną powierzchnie łączonych elementów (nie jest jednak osiągany punkt topnienia) i narzędzie może się przemieszczać wzdłuż linii złącza. Uplastyczniony materiał przemieszcza się do tylnej krawędzi trzpienia narzędzia, gdzie wskutek oddziaływania kołnierza i trzpienia następuje przemieszanie. Stygnąc, przemieszany materiał tworzy złącze między spajanymi elementami.

## Zastosowanie
Spajanie tarciowe z przemieszaniem może być wykorzystywane do łączenia blach i płyt aluminiowych bez wprowadzania spoiwa i bez stosowania gazów osłonowych. Metodą tą można łączyć materiały o grubości od 1,6 do 30 mm, uzyskując przy tym pełną penetrację oraz złącze wolne od porowatości i wewnętrznych pęcherzy. Co więcej, jednorodne złącza z minimalnym odkształceniem można uzyskiwać także i w wypadku stopów aluminium uważanych za trudno spawalne przy użyciu konwencjonalnych metod. Stosując zgrzewanie tarciowe z przemieszaniem łączono pomyślnie różnorodne stopy aluminium (z serii 2xxx, 5xxx, 6xxx, 7xxx i 8xxx), a także stopy Al-Li. Zademonstrowano także wykorzystanie tej metody do spajania ołowiu, miedzi, magnezu, a nawet stopów tytanu.